# George Petrie (artista)
George Petrie (Dublino, 1º gennaio 1790 – 17 gennaio 1866) è stato un pittore, musicista e archeologo irlandese dell'età vittoriana.

## Biografia
George Petrie nacque a Dublino, in Irlanda, e crebbe lì, vivendo al 21 di Great Charles Street, appena fuori Mountjoy Square. Era figlio del ritrattista e pittore di miniature James Petrie, originario di Aberdeen, in Scozia, che si era stabilito a Dublino. Si interessò all'arte fin dall'infanzia. Alle scuole della Dublin Society fu formato come artista e vinse la medaglia d'argento nel 1805, all'età di quattordici anni.
Dopo un viaggio in Inghilterra in compagnia di Francis Danby e James Arthur O'Connor, entrambi suoi cari amici, tornò in Irlanda dove lavorò principalmente producendo schizzi per incisioni per libri di viaggio - tra cui le guide di George Newenham Wright per Killarney, Wicklow e Dublino, Excursions through Ireland di Thomas Cromwell e Beauties of Ireland di James Norris Brewer.
Alla fine degli anni 1820 e nel decennio successivo, Petrie rivitalizzò in modo significativo il comitato delle antichità della Royal Irish Academy. A lui si deve l'acquisizione di molti importanti manoscritti irlandesi, tra cui una copia autografa degli Annali dei Quattro Maestri, nonché esempi di lavori in metallo dell'isola, tra cui la Croce di Cong. I suoi scritti sulla prima archeologia e architettura irlandesi furono di grande importanza, in particolare il suo saggio Round Towers of Ireland, apparso nel suo libro del 1845 intitolato The Ecclesiastical Architecture of Ireland. Viene spesso chiamato "il padre dell'archeologia irlandese". Il suo lavoro sulle tombe di Carrowmore è ancora oggi di grande interesse per lo studio del sito.
Dal 1833 al 1843 fu impiegato da Thomas Colby e Thomas Larcom come capo del Dipartimento di Topografia (la divisione antichità) dell'Irish Ordnance Survey. Tra i suoi collaboratori c'erano John O'Donovan, uno dei più grandi studiosi d'Irlanda, e Eugene O'Curry. Un saggio vincitore di premi e presentato alla Royal Irish Academy nel 1834 sull'architettura militare irlandese non fu mai pubblicato, ma il suo saggio fondamentale On the History and Antiquities of Tara Hill fu pubblicato dall'Accademia nel 1839. Durante questo periodo Petrie fu egli stesso redattore di due popolari riviste di storia e archeologia, il Dublin Penny Journal e, successivamente, l'Irish Penny Journal. Un altro importante contributo di Petrie alla cultura irlandese fu la raccolta di arie e melodie tradizionali irlandesi che pubblicò nel 1855 con il titolo The Petrie Collection of the Ancient Music of Ireland. La prima registrazione commerciale della collezione di Petrie fu The Petrie Collection of the Ancient Music of Ireland (the 1855 Edition of 147 Airs & the 1882 Edition of 40 Airs) [2007, 8-cd set, Trigon TRD 1526, 187 tracks] arrangiata ed eseguita del pianista irlandese J.J. Sheridan. 
Come artista, il suo mezzo preferito era l'acquerello che, a causa dei pregiudizi dell'epoca, era considerato inferiore alla pittura a olio. Tuttavia, può essere considerato uno dei migliori pittori romantici irlandesi della sua epoca. Alcune delle sue migliori opere si trovano nelle collezioni della National Gallery of Ireland, come il suo dipinto ad acquarello Gougane Barra Lake with the Hermitage of St. Finbarr, Co. Cork (1831).
Gli fu conferita tre volte la prestigiosa Medaglia Cunningham della Royal Irish Academy: la prima nel 1831 per il suo saggio sulle torri rotonde, la seconda nel 1834 per il saggio (ora perduto) sull'architettura militare irlandese e la terza nel 1839 per il suo saggio sulle antichità di Tara Hill.

### Biografie
- Michael F. Cox, George Petrie, in The Irish Monthly, vol. 41, n. 479, Irish Jesuit Province, May 1913,  pp. 233-248, JSTOR 20503385.
- Myles Dillon, George Petrie (1789-1866), in Studies: An Irish Quarterly Review, vol. 56, n. 223, Irish Province of the Society of Jesus, Autumn 1967,  pp. 266-276, JSTOR 30087830.
- William Stokes, The Life and Labours in Art and Archaeology, of George Petrie, Longmans, Green, & Co., 1868.